# Системски ризик
Системски ризик  је ризик од колапса читавог финансијског система или читавог тржишта, за разлику од ризика који је повезан са било којим појединачним ентитетом, групом или компонентом система, а који може бити садржан у њему без штете по цео систем.  Може се дефинисати као „нестабилност финансијског система , потенцијално катастрофална, узрокована или погоршана идиосинкратичним догађајима или условима у финансијским посредницима“.  Односи се на ризике које намећу међусобне везе и међузависности у систему или тржишту, где неуспех једног ентитета или групе ентитета може изазвати каскадни неуспех, што би потенцијално могло банкротирати или срушити цео систем или тржиште. Такође се понекад погрешно назива „ систематски ризик “.

## Појашњење појма
Системски ризик је повезан са покретањем банке које има каскадни ефекат на друге банке којима прва банка у невољи дугује новац, што доводи до каскадног пропадања . Како депоненти осећају таласне ефекте неизвршења обавеза, а проблеми са ликвидношћу каскадно пропадају кроз тржишта новца, паника се може проширити тржиштем, са изненадним полетом ка квалитету , стварајући много продаваца, али мало купаца за неликвидну имовину. Ове међусобне везе и потенцијално „груписање“ покретања банака су питања која креатори политике разматрају када се баве питањем заштите система од системског ризика.  Владе и институције за праћење тржишта (као што су Америчка комисија за хартије од вредности (СЕЦ) и централне банке често покушавају да успоставе политике и правила са оправдањем заштите интереса тржишта у целини, тврдећи да су учесници у трговању на финансијским тржиштима уплетени у мрежу зависности које произилазе из њиховог међусобног повезивања. На једноставном енглеском, то значи да се на неке компаније гледа као на превелике и превише повезане да би пропале. Креатори политике често тврде да су забринути за заштиту отпорности система, а не за било коју особу у том систему.  Системски ризик настаје због интеракције учесника на тржишту и стога се може посматрати као облик ендогеног ризика . 
Литература о управљању ризицима нуди алтернативну перспективу појмовима из економије и финансија разликовањем природе системског неуспеха, његових узрока и ефеката и ризика његовог настанка. Потребно је приступ „оперативном понашању“ да се дефинише системски ризик од отказа као: „Мера укупне вероватноће у тренутном тренутку да систем уђе у оперативно стање системског отказа до одређеног времена у будућности, у којем снабдевање финансијске услуге више не задовољавају потражњу према регулаторним критеријумима, квалификоване мером неизвесности о будућем понашању система, у одсуству нових напора за ублажавање." Ова дефиниција је погодна за практичне апликације за смањење ризика, као што је показано у недавном истраживању симулацијом колапса исландског финансијског система око 2008.
Системски ризик не треба мешати са тржишним или ценовним ризиком јер је овај други специфичан за предмет који се купује или продаје и ефекти тржишног ризика су изоловани на субјекте који послују са том специфичном ствари. Ова врста ризика се може ублажити хеџингом инвестиције уласком у трговину у огледалу.
Осигурање је често лако добити од „системских ризика“ јер страна која издаје то осигурање може да покупи премије, изда дивиденде акционарима, уђе у стечајни поступак ако се икада догоди катастрофални догађај и сакрије се иза ограничене одговорности. Такво осигурање, међутим, не важи за осигурано лице.
Један аргумент који су користиле финансијске институције да би стекле посебне предности у стечају за уговоре о дериватима била је тврдња да је тржиште и критично и крхко. 
Системски ризик се такође може дефинисати као вероватноћа и степен негативних последица по веће тело. Што се тиче федералне финансијске регулативе , системски ризик финансијске институције је вероватноћа и степен да ће активности институције негативно утицати на већу економију, тако да би била потребна необична и екстремна савезна интервенција да би се ефекти побољшали. 
Општа дефиниција системског ризика која није ограничена својим математичким приступима, претпоставкама модела или фокусом на једну институцију, а која је уједно и прва операционалибилна дефиниција системског ризика која обухвата системски карактер финансијских, политичких, еколошких и многих других ризика, је представљен 2010.
Центар за системски ризик на Лондонској школи економије фокусиран је на проучавање системског ризика. Утврђује да је системски ризик облик ендогеног ризика , па стога фрустрирајућа емпиријска мерења системског ризика.

## Фактори
Фактори за које је утврђено да подржавају системске ризике  су:
Економске импликације модела нису добро схваћене. Иако се сваки појединачни модел може учинити тачним, чињенице да (1) сви модели користе исту теоријску основу и (2) да однос између финансијских тржишта и привреде није познат доводе до погоршања системских ризика.
Ризици ликвидности се не узимају у обзир у моделима одређивања цена који се користе у трговању на финансијским тржиштима. Пошто сви модели нису прилагођени овом сценарију, сви учесници на неликвидном тржишту који користе такве моделе суочиће се са системским ризицима.

## Диверзификација
Ризици се могу смањити на четири главна начина: избегавање, диверсификација, хеџинг и осигурање преношењем ризика. Систематски ризик, који се такође назива тржишни ризик или ризик који се не може диверзификовати, је ризик хартије од вредности који се не може смањити диверзификацијом . Учесници на тржишту, попут хеџ фондова , могу бити извор повећања системског ризика  и пренос ризика на њих може, парадоксално, повећати изложеност системском ризику.
Донедавно су многи теоријски модели финансија указивали на стабилизацијске ефекте диверсификованог (тј. густог) финансијског система. Ипак, неки новији радови почели су да оспоравају ово гледиште, истражујући услове под којима диверзификација може имати двосмислене ефекте на системски ризик.  У оквиру одређеног опсега, финансијске интерконекције служе као амортизер (тј. повезаност ствара робусност и преовлађује подела ризика). Али изван тачке преокрета, међусобне везе могу послужити као појачивач шока (тј. повезаност ствара крхкост и преовлађује ширење ризика).

## Регулација
Један од главних разлога за регулацију на тржишту је смањење системског ризика. Међутим, регулациона арбитража – пренос трговине из регулисаног сектора у мање регулисан или нерегулисани сектор – доноси тржиштима пун круг и враћа системски ризик. На пример, банкарски сектор је доведен под регулативу како би се смањили системски ризици. Пошто саме банке нису могле да дају кредит тамо где је ризик (а самим тим и принос) висок, такве послове је првенствено преузео сектор осигурања. Тако је системски ризик мигрирао из једног сектора у други и доказује да регулација само једне индустрије не може бити једина заштита од системских ризика.

## Ризици пројекта
У областима управљања пројектима и инжињеринга трошкова , системски ризици укључују оне ризике који нису јединствени за одређени пројекат и којима пројектни тим не може лако управљати у датом тренутку. Они су узроковани микро или унутрашњим факторима, тј. неизвесношћу која произилази из атрибута пројектног система/културе. Неки користе термин инхерентни ризик. Ови системски ризици се називају ризицима појединачних пројеката, нпр. у ПМИ ПМБОК(Р) Водичу. Ови ризици могу бити вођени природом пројектног система компаније (нпр. финансирање пројеката пре него што се дефинише обим), способностима или културом. Они такође могу бити вођени нивоом технологије у пројекту или сложеношћу обима пројекта или стратегије извршења. Један недавни пример системског ризика је колапс Лехман Бротхерса 2008. године, који је изазвао шокове у финансијском систему и економији.  Насупрот томе, они ризици који су јединствени за одређени пројекат се у финансијској терминологији називају укупни пројектни ризици или систематски ризици. То су ризици специфични за пројекат који се понекад називају непредвиђеним ризицима или догађајима ризика. Ови систематски ризици су узроковани неизвесношћу у макро или екстерним факторима спољашње средине. „Велика рецесија“ касних 2000-их је пример систематског ризика.  Укупни ризици пројекта се одређују коришћењем ПЕСТЛЕ, ВУЦА итд.
ПМИ ПМБОК(Р) Водич дефинише индивидуални пројектни ризик као „неизвестан догађај или стање који, ако се догоди, има позитиван или негативан ефекат на један или више циљева пројекта“, док се укупни ризик пројекта дефинише као „утицај неизвесности на пројекат у целини … више од збира појединачних ризика у оквиру пројекта, будући да укључује све изворе неизвесности пројекта … представља изложеност заинтересованих страна импликацијама варијација у исходу пројекта, како позитивним тако и негативним.” 

## Системски ризик и веза са осигурањем
У фебруару 2010. године, међународни истраживачки центар за економију осигурања, Женевско удружење, објавио је анализу од 110 страница о улози осигуравача у системском ризику. 
У извештају се испитују различите улоге осигуравача и банака у глобалном финансијском систему и њихов утицај на кризу (видети такође извештај ЦЕА, „Зашто се осигуравачи разликују од банака“).  Кључни закључак анализе је да основне активности осигуравача и реосигуравача не представљају системске ризике због специфичности индустрије:
Осигурање се финансира унапред премијама, дајући осигуравачима снажан оперативни ток готовине без потребе за финансирањем на велико;
Политике осигурања су генерално дугорочне, са контролисаним одливима, што омогућава осигуравачима да делују као стабилизатори финансијског система;
Током тешког теста финансијске кризе, осигуравачи су задржали релативно стабилан капацитет, обим пословања и цене.
Примењујући најчешће цитирану дефиницију системског ризика, ону Одбора за финансијску стабилност (ФСБ), на основне активности осигуравача и реосигуравача, извештај закључује да ниједна није системски релевантна из најмање једног од следећих разлога:
Њихова ограничена величина значи да неће бити реметилачких ефеката на финансијска тржишта;
Несолвентност осигурања се развија споро и често се може апсорбовати, на пример, прикупљањем капитала, или, у најгорем случају, уредним гашењем;
Особине међуодноса делатности осигурања значе да би ризик од заразе био ограничен.
Извештај подвлачи да би супервизори и креатори политике требало да се фокусирају на активности, а не на финансијске институције када уводе нову регулативу и да се предстојећи регулаторни режими осигурања, као што је Солвентност ИИ у Европској унији, већ адекватно баве активностима осигурања.
Међутим, током финансијске кризе, мали број квазибанкарских активности које су спроводили осигуравачи или је проузроковао неуспех или изазвало значајне потешкоће. Извештај стога идентификује две активности које, када се спроводе у широком обиму без одговарајућих оквира за контролу ризика, имају потенцијал за системски значај.
Трговање дериватима у билансима неосигурања;
Погрешно управљање краткорочним финансирањем из комерцијалних записа или позајмљивања хартија од вредности .
Индустрија је изнела пет препорука за решавање ових конкретних активности и јачање финансијске стабилности:
Имплементација свеобухватног, интегрисаног и на принципима заснованог оквира надзора за групе осигурања, како би се обухватиле, између осталог, све активности које се не односе на осигурање, као што су прекомерне активности деривата.
Јачање управљања ризиком ликвидности, посебно ради решавања потенцијалних проблема лошег управљања у вези са краткорочним финансирањем.
Унапређење регулације осигурања финансијских гаранција, које има веома другачији пословни модел од традиционалног осигурања.
Успостављање макропруденцијалног мониторинга са одговарајућом заступљеношћу у осигурању.
Јачање праксе управљања ризицима у индустрији ради надоградње на лекције које је индустрија научила и размену искустава са супервизорима на глобалном нивоу.
Од објављивања саопштења Женевског удружења, у јуну 2010. године, Међународно удружење супервизора осигурања (ИАИС) објавило је свој став о кључним питањима финансијске стабилности. Кључни закључак изјаве био је да је „Сектор осигурања подложан системским ризицима који настају у другим деловима финансијског сектора. Међутим, за већину врста осигурања, мало је доказа да осигурање генерише или појачава системски ризик, у оквиру самог финансијског система или у реалној економији“.
Друге организације као што су ЦЕА и Америчко удружење осигуравача имовине (ПЦИ)  објавиле су извештаје о истој теми.

## Дискусије
Системски ризик процењује вероватноћу и степен негативних последица на веће тело. Израз „системски ризик“ се често користи у недавним дискусијама у вези са економском кризом, као што је криза хипотекарних кредита друге врсте . Системски ризик финансијске институције је вероватноћа и степен да ће активности институције негативно утицати на већу економију, тако да би била потребна необична и екстремна федерална интервенција да би се ефекти побољшали. Пропаст финансијских фирми 2008 изазвало системски ризик за ширу привреду. Председавајући Барни Франк изразио је забринутост у вези са рањивости финансијских система са високом задуживањем на системски ризик, а америчка влада је расправљала о томе како да се позабави реформом регулативе финансијских услуга и системским ризиком.  
Серија емпиријских студија објављених између 1990-их и 2000-их показала је да дерегулација и све оштрија конкуренција смањују профитну маржу банке и подстичу морални хазард да преузме превелике кредитне ризике како би повећао профит. С друге стране, исти ефекат је мерен у присуству банкарског олигопола у којем је банкарским сектором доминирао ограничен број тржишних оператера подстакнутих својим тржишним учешћем и уговорном моћи да одређују веће средње каматне стопе на кредите. Прекомеран број тржишних оператера је понекад намерно уведен са продајом испод тржишне вредности да би изазвали рат ценама и талас масовних пропадања банака, што је потом дегенерисало стварањем тржишног картела : те две фазе су сматране изразима истог интереса да се договарају по генерално нижим ценама (а потом и вишим), што је могуће због недостатка регулативе која је наређена да спречи обоје. Банке су субјекти који ће највероватније бити изложени ризику процене као резултат њиховог огромног поседовања финансијских инструмената класификованих као ниво 2 или 3 у хијерархији фер вредности. У Европи су крајем 2020. банке под директним надзоромЕвропска централна банка (ЕЦБ) је држала фер вредноване финансијске инструменте у износу од 8,7 билиона евра, од чега је 6,6 билиона евра класификованих као ниво 2 или 3. Инструменти нивоа 2 и нивоа 3 су чинили 495% и 23% банкарских инструмената. Најквалитетнији капитал (тзв. Тиер 1 Капитал).  Као импликација, чак и мале грешке у вредновању таквих финансијских инструмената могу имати значајан утицај на капитал банака.
У фебруару 2020. године Европски одбор за системске ризике упозорио је у извештају да значајне количине финансијских инструмената са сложеним карактеристикама и ограниченом ликвидношћу који се налазе у билансима банака представљају извор ризика за стабилност глобалног финансијског система.  У Европи су на крају 2020. године банке под директном супервизијом Европске централне банке (ЕЦБ) држале финансијске инструменте који подлежу рачуноводству фер вредности у износу од 8,7 билиона евра. Од тога је 6,6 билиона евра класификовано као ниво 2 или 3 у такозваној хијерархији фер вредности, што значи да су потенцијално изложени ризику процене, односно на неизвесност њихове стварне тржишне вредности. Инструменти нивоа 2 и нивоа 3 износили су 495% и 23% најквалитетнијег капитала банака (тзв. Тиер 1 Цапитал). Као импликација, чак и мале грешке у проценама таквих финансијских инструмената могу имати значајан утицај на капитал банака.